# Grewia cuneifolia
Grewia cuneifolia är en malvaväxtart som beskrevs av Antoine Laurent de Jussieu. Grewia cuneifolia ingår i släktet Grewia och familjen malvaväxter. Inga underarter finns listade i Catalogue of Life.